# Leivonmäki
Leivonmäki este o fostă comună din Finlanda.